# Казан (село)
Каза́н (каз. Қазан) — село у складі Мартуцького району Актюбінської області Казахстану. Входить до складу Мартуцького сільського округу.
До 2007 року село називалося Казанка.
Населення — 457 осіб (2021; 513 у 2009, 426 у 1999, 502 у 1989).